# Javaanse successieoorlogen
De Javaanse Successieoorlogen waren een drietal militaire confrontaties tussen de Vereenigde Oost-Indische Compagnie en het Javaanse vorstendom Mataram in de eerste helft van de 18e eeuw. Inzet van de strijd was de troonopvolging in Mataram, waarbij de Vereenigde Oostindische Compagnie (VOC) haar eigen kandidaten naar voren schoof in een poging grotere invloed op Midden- en Oost-Java te verkrijgen. Aan het eind van de Javaanse Successieoorlogen werd Mataram in drie zwakke, alleen in naam onafhankelijke 'vorstenlanden' verdeeld, als gevolg van de verdeel-en-heerspolitiek van de VOC. 

## Overzicht
De Trunajaya-opstand (1674–1681) legde de kiem voor de Javaanse Successieoorlogen. Tijdens deze opstand stierf sultan Amangkurat I van Mataram in 1677, waardoor er een successieoorlog uitbrak tussen zijn zonen Rahmat (Amangkurat II) en Puger (Pakubuwono I). Puger gaf zich in 1681 over en erkende zijn broer als de rechtmatige sultan, maar toen die overleed in 1703, betwistte hij de opvolging van zijn broer Amangkurat II door diens zoon Amangkurat III, hetgeen leidde tot de Eerste Javaanse Successieoorlog.
De Javaanse Successieoorlogen waren:
- Eerste Javaanse Successieoorlog (1703–1708)[1][2]
- Tweede Javaanse Successieoorlog (1719–1722)
- Derde Javaanse Successieoorlog (1749–1755)

## Nasleep
Als nasleep van deze verdeel-en-heers politiek op Java moet nog de verdere verdeling van Yogyakarta worden vermeld: toen in de napoleontische tijd de Engelsen tijdelijk de macht overnamen van de Nederlanders, kwam de vorst van Jogyakarta, Hamengkubuwono II (1792-1812), tegen hen in opstand. Als straf voor zijn opstand tegen de Engelsen werd een deel van zijn grondgebied afgesplitst (1812). Dit kwam onder een eigen vorst, de Paku Alam, die de Engelsen had geholpen de opstand neer te slaan. Deze bouwde zijn kraton in de stad Yogyakarta, en regeerde sindsdien over de kuststreek ten zuiden van Yogyakarta (Pakualaman) (1812-1829). Zo was Mataram uiteindelijk in vier zwakke 'vorstenlanden' verdeeld.

## Indonesisch nationalisme
De voornaamste aanvoerders aan Javaanse kant (Surapati, Hamengkubuwono I) worden in de republiek Indonesië als voorlopers van de onafhankelijkheidsstrijders van de 19e en 20e eeuw beschouwd.
(voorspel: Trunajaya-opstand, 1677–1681) · Eerste Javaanse Successieoorlog (1703–1707) · Tweede Javaanse Successieoorlog (1719–1722) · Derde Javaanse Successieoorlog (1749–1755)